# Memphis
Memphis és una ciutat de l'estat estatunidenc de Tennessee, situada a la confluència del riu Mississipi i del riu Wolf.

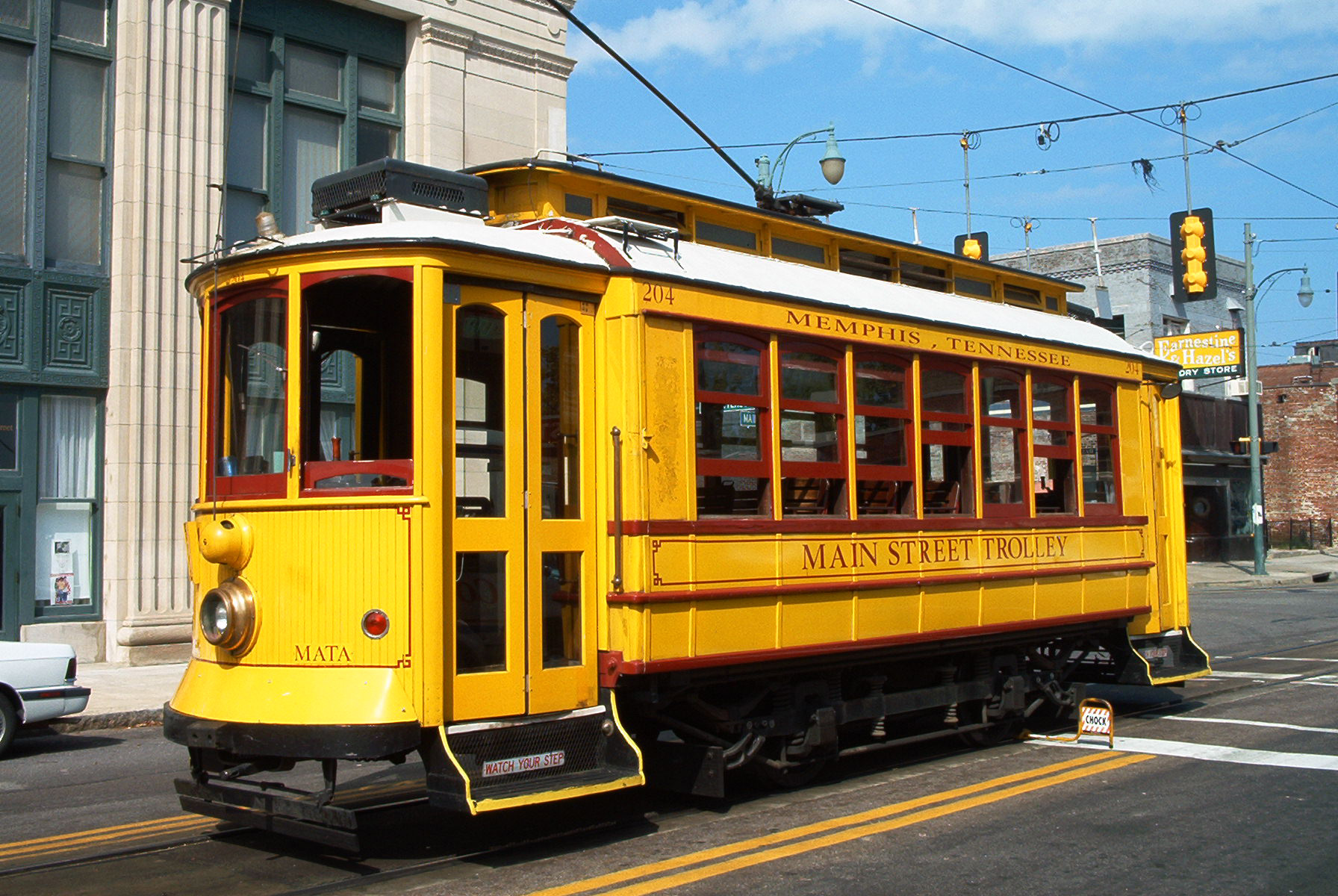
Antic tramvia de Memphis.

Està situada al Comtat de Shelby, del qual és la seu. La ciutat és molt coneguda per la música blues. A Memphis van viure Elvis Presley (és enterrat a Graceland, un lloc molt turístic de Memphis) i B. B. King, i hi han nascut artistes com Aretha Franklin, Carla Thomas, James Carr, Furry Lewis i Anita Ward.

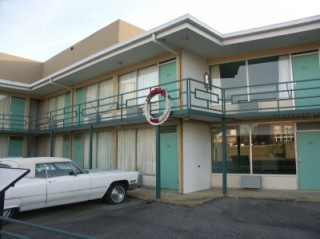
El Lorraine Motel.

El "Museu nacional dels drets civils" està ubicat a l'antic Lorraine Motel, on fou assassinat Martin Luther King, Jr..
Segons el cens del 2010 tenia 646.889 habitants, xifra que ascendeix fins a 1.348.260 a l'àrea metropolitana el 2017, convertint-la en la 42ena més gran dels Estats Units.

## Personatges il·lustres
- Aretha Franklin. Cantant.
- Justin Timberlake. Cantant i productor musical, ballarí i actor.
- Kathy Bates. Actriu.